# Прапор острова Святої Єлени
Державний прапор острова Святої Олени — затверджений 4 жовтня 1984 року.
Співвідношення сторін прапора 1:2.
На полотні синього кольору у лівому верхньому куті зображений прапор Великої Британії. З правої сторони розміщено герб острова Святої Олени. У верхньому (золотому) полі щита зображено сивку Острова Святої Єлени родини сивкових, а в нижньому (лазуровому) полі — парусне судно на фоні скелястого берега.